# СК Сигма Оломоуц
СК Сигма Оломоуц (на чешки: Sportovní klub Sigma Olomouc) е чешки професионален футболен тим от град Оломоуц. Отборът е създаден през 1919 в Чехословакия и основния клубен цвят е синьото. Отборът играе домакинските си мачове на стадион Андрув, който е с капацитет от около 12 000 седящи места. Клубът е 1/4-финалист в турнира за Купата на УЕФА 1991/92.

## Предишни имена
| Години      | Име                                                                                     |
| ----------- | --------------------------------------------------------------------------------------- |
| 1919 – 1920 | ФК „Хейчин“ Оломоуц Fotbalovy klub Hejcin Olomouc                                       |
| 1920 – 1947 | СК „Хейчин“ Оломоуц Sportovni klub Hejcin Olomouc                                       |
| 1947 – 1948 | ХСК „БХ“ Оломоуц Hejcinsky Sportovni klub Banske a Hutni Olomouc                        |
| 1948 – 1949 | ЗСЕ „БХ“ Оломоуц Zakladni sportovni jednota Banske a Hutni Olomouc                      |
| 1949 -1952  | „Сокол МЖ“ Оломоуц Sokol Moravske zelezarny Olomouc                                     |
| 1952 – 1953 | „Сокол ХЖ“ Оломоуц Sokol Hanacke zelezarny Olomouc                                      |
| 1953 – 1955 | ДСО „Баник МЖ“ Оломоуц Dobrovolna sportovni organizace Banik Moravske zelezarny Olomouc |
| 1955 -1960  | ТЕ „Спартак МЖ“ Оломоуц Telovychovna jednota Spartak Moravske zelezarny Olomouc         |
| 1960 – 1966 | ТЕ „МЖ“ Оломоуц Telovychovna jednota Moravske zelezarny Olomouc                         |
| 1966 – 1979 | ТЕ „Сигма МЖ“ Оломоуц Telovychovna jednota Sigma Moravske zelezarny Olomouc             |
| 1979 – 1990 | ТЕ „Сигма ЗТС“ Оломоуц Telovychovna jednota Sigma Zavody tezkeho strojirenstvi Olomouc  |
| 1990 – 1996 | СК „Сигма МЖ“ Оломоуц Sportovni klub Sigma Moravske zelezarny Olomouc, a. s.            |
| 1996 -      | СК „Сигма“ Оломоуц Sportovni klub Sigma Olomouc, a. s.                                  |

## Успехи
в  Чехословакия:
- Чехословашка първа лига:
  -  Бронзов медал (2): 1990/91, 1991/92

в  Чехия:
- Гамбринус лига:
  -  Вицешампион (1): 1995/96
  -  Бронзов медалист (3): 1997/98, 2000/01, 2003/04
- Купа на Чехия
  -  Носител (2): 2011/12, 2024/25
  -  Финалист (1): 2010/11
- Суперкупа на Чехия
  -  Носител (1): 2012
- Друха лига: (2 ниво)
  -  Шампион (2): 2014/15, 2016/17

Международни
- Интертото:
  -  Финалист (1): 2000
  - 1/2 финалист (1): 2005
- Купа Митропа:
  - 1/2 финалист (1): 1985/86

## Български футболисти
- Тодор Кючуков: 2002/03 - (25 мача - 0 гола)